# Галичина-Карпати
«Галичина-Карпати» — український футбольний клуб зі Львова, фарм-клуб «Карпат». Виступав у другій лізі чемпіонату України на період виступів «Карпат-2» у першій лізі. До 15 липня 2003 року команда називалася «Карпати-3».

## Хронологія назв
- 2001–2003: «Карпати-3» (Львів)
- 2003–2004: «Галичина-Карпати» (Львів)

## Історія
Влітку 2001 року футбольний клуб Першої ліги ФК «Львів» об'єднався з львівськими «Карпатами». Його місце в першій лізі посіли львівські «Карпати-2». Місце ж «Карпат-2» у другій лізі зайняла новостворена команда «Карпати-3». Перед початком сезону 2003/04 років команда змінила свою назву на «Галичина-Карпати». У зв'язку з тим, що основна команда «Карпати» (Львів) за підсумками сезону 2003/04 років втратила місце у вищій лізі, команда «Карпати-2» була переведена в другу лігу, а третя команда «Карпат» була позбавлена професійного статусу.

## Статистика
| Сезон   | Ліга      | М  | І  | В  | Н  | П  | ГЗ | ГП | О  | Примітки     |
| ------- | --------- | -- | -- | -- | -- | -- | -- | -- | -- | ------------ |
| 2001–02 | Друга "A" | 9  | 36 | 14 | 11 | 11 | 38 | 31 | 53 |              |
| 2002–03 | Друга "A" | 10 | 28 | 8  | 8  | 12 | 24 | 33 | 32 |              |
| 2003–04 | Друга "A" | 14 | 30 | 7  | 7  | 16 | 22 | 36 | 28 | Розформована |